# Сонник

Титульный лист «Онейрокритики» Артемидора Далдианского (издание 1518 года).

Сонник — снотолкователь, книга, предназначенная для истолкования сновидений, а также для ониромантии (предсказания будущего по снам).

## История
Древнейший сонник, дошедший до наших дней, появился в Древнем Египте около 2 тысяч лет до н. э. Известный как Папирус Честер-Битти III (Британский музей, № 10683), этот источник содержит толкования двухсот снов, а также описание магических ритуалов для защиты от злых духов.
Систематизацией снов занимался Артемидор Далдианский во II веке н. э. в своём полностью дошедшем до нас соннике «Онейрокритика» (др.-греч. Ὀνειροκριτικά) в пяти книгах. Артемидор разделял обычные сновидения (др.-греч. ένύπνιον) и провидческие (др.-греч. όνειρος); предсказания будущего в последних могут быть явными (прямосозерцательными, др.-греч. θεωρηματικοί) или аллегорическими (др.-греч. αλληγορικοί), сонник посвящён именно аллегориям. Первые четыре книги «Онейрокритики» классифицируют связи сновидений и реальности с использованием метафор и метонимии: «Заливные луга на пользу одним лишь пастухам, для остальных же они означают безработицу, а для путников препятствия, потому что эти луга бездорожны». По Артемидору, смысл сновидения зависит от конкретного человека: «Гестия и её статуи означают для должностных лиц совет и поступление доходов; для простых людей — собственную жизнь; для правителя или царя — полноту их власти». Пятая книга «Онейрокритики» представляет собой разбор учебных примеров.
Святые отцы в целом осуждали интерес к снам как пережиток язычества, хотя Тертуллиан в трактате «О душе» и сказал, что сны могут содержать божественные откровения. В средневековье, после выхода сочинений Альберта Великого и Фомы Аквинского, атмосфера принципиального осуждения попыток интерпретации сновидений как вида гадания исчезает. Именно в это время сонники проникают из Средиземноморья в Европу, а истолкование снов становится доступным ремеслом. При толковании снов новые сонники использовали, в дополнение к метонимическим и метафорическим ассоциациям, самые разные принципы: тождество, подобие, противоположность.
Средневековые врачи пользовались сонником, который в то время ошибочно приписывался Арнольду из Виллановы. Интерес к астрологии породил «лунные сонники», которые увязывали вероятность того, что сон сбудется, с фазами луны. Наибольшую популярность приобрёл написанный не позднее IV века (видимо, на основе труда Артемидора Далдианского) анонимным греческим автором «Сонник Даниила». «Сонник Даниила» был построен как алфавитный перечень сюжетов сновидений; его списки на латыни разошлись по Европе в X веке; с конца XIV века появились переводы на народные языки. Из созданных в Византии сонников, сохранилось 8.
В начале XX века появились научные работы по истолкованию сновидений («Толкование сновидений» Фрейда), а также вышли и обширные традиционные сонники (наиболее известным является вышедший впервые в 1901 году сонник Миллера).
В дореволюционной России издание магических книг — в том числе и сонников — встречало оппозицию со стороны православной церкви. Так, сонник «Сносудец» входит в списки «еретических» книг, начиная с самого первого, датированного серединой XV века.
В качестве этнографических исследований представляет интерес сборник белорусского народного снотолкователя собранный Романовым Евдокимом Романовичем 1889 года издания и посвященного памяти М. П. Колосова.
В СССР сонники не публиковались. В 1990 году в издательстве Советская Россия в Москве вышла серия Библиотека русской фантастики в 20 томах составленная с послесловием и комментариями Ю. М. Медведева, в первом томе «Сказания о чудесах» были собраны воедино под заголовком русской фантастики XI—XVI веков «Повести временных лет»; Апокрифы; Из «Шестоднева» Иоанна экзарха Болгарского; Из «Повести о Варлааме и Иоасафе»; Сказание об Евстафии Плакиде; Повесть об Акире Премудром; Слово о полку Игореве; Из «Девгениева деяния»; Сказание об Индийском царстве; Физиолог, и другие произведения наряду с которыми фигурировал «Новейший снотолкователь». В отличие от средневековых книг, компоновка новых изданий представляет научный этнографический, литературный фольклорный интерес, не претендующий на создание «магического» статуса.
После перестройки сонники вновь стали популярны, как и другие магические публикации (гороскопы, знахарские рецепты, травники). В 2005 году запрос «сонник» входил (вместе с «гороскопом» и «приколами») в первую десятку рейтинга запросов на российских поисковиках.

## Литературный жанр

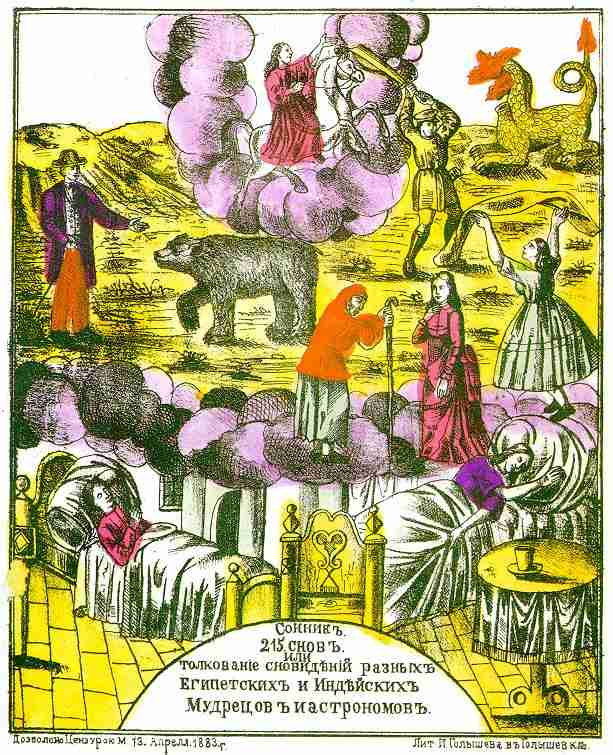
Сонник, или толкователь сновидений. Лубок

С литературной точки зрения классический сонник представляет собой произведение в жанре магической книги или фольклора. Некоторые исследователи относят его также к лубку. Ориентацию сонников на малограмотного читателя подчёркивает Белинский: по его словам, творения Пушкина проникли во все захолустья России, «куда дотоле проникали только буквари и сонники».
Сонники обычно публикуются анонимно или под эмблематичными псевдонимами: «Истолкователь снов известной французской сногадательницы госпожи Ленорман, жившей в начале XIX века. Составленный по сказаниям древних и новых сногадателей: Иоанна Калиостро, Мартина Задека Албумизара и Иоанна Кенигсберга», «Мартына Задека, стошестилетнего славного швейцарского старика… предсказания, которые он друзьям своим 20-го декабря 1769 г. перед кончиною открыл». По мнению А. Блума, это создаёт у читателя впечатление, что он знакомится не с чьим-то литературным опытом, а с самой истиной.

## В искусстве
В «Евгении Онегине» Татьяна Ларина читает сонник Мартына Задеки, получивший распространение в начале XIX века.
Сонниками вдохновлялся в своём творчестве Н. Ф. Щербина, который не только составил алфавитный «Сонник современной русской литературы», наполненный едкими эпиграммами и якобы «служивший необходимым дополнением» к Мартыну Задеке, но и в своём «Альбоме ипохондрика» представился как «Мартын Задека, сын Аркадии». «Сонник» Щербины цитируется у Ф. М. Достоевского одним из героев «Скверного анекдота»: «если господина Панаева во сне увидеть-с, то это значит кофеем манишку залить-с» (у Щербины «Панаева Ивана во сне видеть — предвещает залить новый жилет кофеем или купить у Лепретра полдюжины голландских рубашек»).

## Сонники

### На русском языке
- Артемидор Далдианский. Сонник / Пер. с древнегреч. М. Л. Гаспарова, И. А. Левинской, В. С. Зилитинкевич, Э. Г. Юнца. Общ. ред. Я. М. Боровского. Коммент. И. А. Левинской // Вестник древней истории. — 1989, № 4; 1990, № 1-4; 1991, № 1-3.
- Полный новейший снотолкователь с научным объяснением теории снов, галлюцинаций и сомнамбулизма и с словарем сновидений / Сост. Окт. Мильчевским. — М. : Тип. Бахметева, 1869. — 164 с.

### На иностранных языках
- Сановник и трепетник // Примери књижевности и језика старога и српско-словенскога / Саставио Стојан Новаковић. — Београд: Државне штампариjе, 1877. — С. 527—529. — 632 с.
- Снотолкователь болгарскіи. — Букурещ : Тип. З. Каркалеки, 1844. — 48 с.
- Of divination by dreams // A manual of cartomancy, fortune-telling and occult divination / By Grand Orient. — 4th edition, revised and enlarged. — London: William Rider & Son, 1909. — С. 237—249. — 314 с.

### На русском языке
- Артемидор Эфесский // Энциклопедический словарь Брокгауза и Ефрона : в 86 т. (82 т. и 4 доп.). — СПб., 1890—1907.
- Беловинский Л. В. Сонник // Иллюстрированный энциклопедический историко-бытовой словарь русского народа. XVIII — начало XIX в. / под ред. Н. Ерёминой. — М.: Эксмо, 2007. — С. 641. — 784 с. — 5000 экз. — ISBN 978-5-699-24458-4.
- Москвина В. А. Магическая книга: к истории жанра. // Вестник Челябинского государственного университета. 2011. № 3 (218). Филология. Искусствоведение. Вып. 50. С. 99-102.
- Небжеговска С. Сонник как жанр польского фольклора // Славяноведение, 1994.
- Сахаров И. П. Снотолкования // Сказания русского народа. — Изд. 3-е. — СПб.: Тип. Сахарова, 1841. — Т. 1. — С. 69—70 (2—й пагинации).
- Сновидения — статья из Большой советской энциклопедии.
- Сновидения // Еврейская энциклопедия Брокгауза и Ефрона. — СПб., 1908—1913.
- Снотолкователи // Энциклопедический словарь Брокгауза и Ефрона : в 86 т. (82 т. и 4 доп.). — СПб., 1890—1907.
- Сон и сновидение. // Словарь средневековой культуры. — М.: «Российская политическая энциклопедия» (РОССПЭН). Под ред. А. Я. Гуревича. 2003.
- Терещенко А. В. Снотолкование // Быт русского народа. — СПб.: Тип. Мин-ва внутр. дел, 1848. — Т. 7. — С. 274—287. — 350 с.
- Чулков М. Д. Предания о народных русских суевериях, поверьях и некоторых обычаях. — М.: Тип. С. Орлова, 1861. — С. 89, 161. — 184 с.

### На иностранных языках
- Fischer S. The Complete Medieval Dreambook. A multilingual, alphabetical „Somnia Danielis“ Collation. — Lang, 1982.
- Lewis N. The Interpretation of Dreams & Portents in Antiquity. — Bolchazy-Carducci, 1996. — 167 p. — ISBN 0-86516-256-5.